# スピードゴルフ
スピードゴルフ（英語: Speed golf）は、ゴルフの変形ルールであり、ストローク数（打数）とプレーに要した時間とを合計した点数を競う競技である。
本項では一般社団法人日本スピードゴルフ協会ウェブサイトで用いられている「スピードゴルフ」と記述する。

## 概要
通常のゴルフコースを使用し、18ホールのストローク（打数）とプレー時間の合計で競う。ストロークを1打あたり1分に換算し、プレー時間を合計して算出する。
基本的にプレー方法は通常のゴルフと同じではあるが、スピードゴルフ独特のルールも存在する。例えば、グリーンの旗竿を抜かない、OBはその境界を最後に横切った地点から、紛失球は紛失したと思われる個所から1罰打でカップに近づかずにクラブ2本分以内にドロップする、などがある。また、後ろのプレーヤが追い越す事も可能である（後述）。

## 歴史
この競技は1979年、米国カリフォルニア州で始まったと考えられる。陸上選手で、後に当時の1マイル米国記録を出したスティーブ・スコットが、ゴルフコースをクラブ3本のみで走りながらプレーし、ストローク数は95打、所要時間29分30秒で回った事による。
本格的に認知されたのは2000年代に入ってからである。2012年にはオレゴン州で初の世界選手権が行われた。

## ルール
通常のゴルフで適用されるゴルフ規則や開催コースのローカルルールに加え、以下のようなスピードゴルフ特別ルールが使われる。詳細は、日本スピードゴルフ協会による競技規則を参照。

### 道具
ラウンド中、クラブの本数は7本まで。持ち運びに車輪付き、または電動付きのものは使用禁止。メタルスパイクは使用禁止。GPS機能搭載機器は使用可。風速や標高などの機能は禁止。

### スコア
ストローク数とタイム（分）の合計を算出し、コンマ以下にタイム（秒）を加え「**:**」の形で記録する。すなわち、ストローク1打あたり1分に換算し加算したタイムを分:秒単位で算出する。この合計スコアを「スピードゴルフスコア」（SGS）と呼ぶ。例えば、ストローク90打、タイム59分30秒の場合、SGSは「149:30」となる。
タイムは、決められた時間にスタートし、最初のホールのティーショットを打つ。最終ホールのカップインしたところでストップする。その間は基本的に時計を止めない。ホール間移動、バンカーショット後の敷きならし、後ろの組の追い抜きを待つ時間もすべて計測時間に含める。

### プレー
旗竿をカップから抜く事は禁止（球がホールに止まり、一部がホールの淵よりも下にあればカップインとする）。アウト・オブ・バウンズはその境界を最後に横切った地点から、球を紛失した場合は紛失したと思われる個所から1罰打でカップに近づかずに2クラブレングス以内にドロップ。
グリーン上にバッグやクラブを置くのは禁止（1打罰）。使用クラブは全て最終ホールのグリーン付近まで運ぶこと（コース上に置いたままの場合は1打罰）。

### 追い抜き
後ろのプレーヤーが前のプレーヤーに追い越しを求めるときは「フォアー」で合図する。その時点で、追い越されるプレーヤーは直ちにコースの脇へ移動して譲らなければならない（譲らない場合は1打罰）。
追い越したプレーヤーが、追い越されたプレーヤーにプレー可能であることを示唆した場合、追い越されたプレーヤーはプレー再開できる。示唆しない場合追い越されたプレーヤーは、ショット範囲外に追い越したプレーヤーが出るまで、プレー再開できない。

## 世界記録
世界記録は2021年9月にスコット・ドーリー（米国）が記録した107:15（ストローク65打、タイム42分15秒）。